# Gregor Allhelg
Gregor Allhelg (* unbekannt; † 23. Juli 1676 in Baden AG) war ein elsässischer Bildhauer und Architekt.
Ursprünglich kam er aus Kientzheim und ist im Jahr 1640 in die Schweiz gezogen. Im Jahr 1657 erhielt er das Bürgerrecht der Stadt Baden. Er ist für seinen Altarbau und seine Bildhauerei bekannt. Seine Werke stehen noch heute in vielen Schweizer Kirchen und Kapellen. 

## Werke (Auswahl)
- 1646 Ölberg an der St. Annakapelle im Kirchenbezirk Bremgarten: Statue mit Triptychon.
- 1647 Altäre in der Pfarrkirche St. Peter und Paul in Stans mit Alabasterfiguren aus schwarzem Marmor.
- 1647 Taufstein in der Pfarrkirche St. Peter und Paul in Stans.
- 1673 Spital in Baden
- Statue des Erzengel Michaels vor der Michaelskapelle in Ennetbaden
- Synesiusstatue auf dem Synesiusaltar in der Stadtkirche Bremgarten, Bremgarten AG